# Espejuelo (caballos)

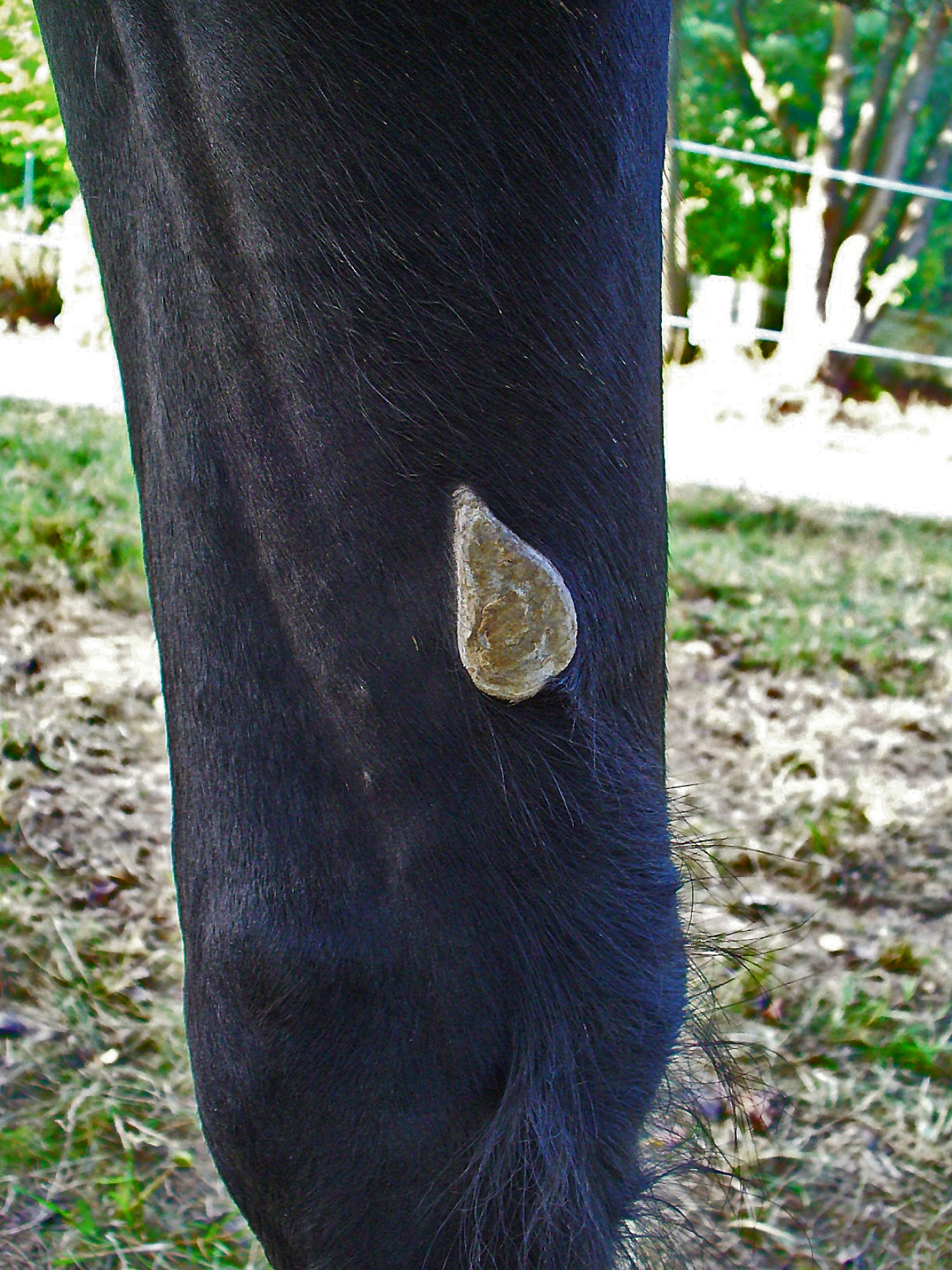
Espejuelo (mancha blanca) en la parte posterior de una pata de caballo (pelaje negro)

Se llama espejuelo a excrecencia de materia semejante a la del casco, blanda y esponjosa, desnuda de
pelo que se halla situada en las extremidades anteriores del caballo, por encima de la articulación del carpo y en las extremidades posteriores, por debajo de la articulación del corvejón.
El volumen del espejuelo es menor en las extremidades finas, enjutas y poco cargadas de pelo y humores, y más considerable en las que están cargadas y abundantes de humores. Su consistencia aumenta al paso que crece el animal porque entonces los vasos se obliteran poco a poco y todas las partes se desecan.
Jamás se debe arrancar el espejuelo; cuando es muy grande se puede cortar y así se evita hacer una herida.